# White Rabbit (álbum)
White Rabbit es un álbum de estudio de 1972 del guitarrista estadounidense George Benson. El título es el de la versión del famoso tema del grupo Great Society/Jefferson Airplane escrito por Grace Slick que abre el álbum. Este fue el segundo disco de Benson con CTI Records, producido por Creed Taylor y se grabó nueve meses después de Beyond the Blue Horizon, en los Van Gelder Recording Studios en Englewood Cliffs, en Nueva Jersey.

## Antecedentes
La revista Billboard definió a "White Rabbit" como «Un potente LP de jazz repleto de pop, con dos extraordinarios temas "California Dreaming" y "White Rabbit"». Para este proyecto Creed Taylor y su arreglista favorito, Don Sebesky, utilizaron la fórmula que tan buenos resultados les había dado ya con Verve y con A&M Records: combinar en el mismo álbum versiones de dos temas de éxito del rock/pop, uno de The Mamas and The Papas y otro de Jefferson Airplane, la música de una conocida banda sonora como era el tema principal de la película "Verano del 42" de Michael Legrand, una versión de jazz de una canción Brasileña clásica "Little train" de Heitor Villa-Lobos de "Bachianas Basileiras No.2" y una composición original de George Benson, "El Mar". En todos los temas Benson estaba acompañado por un grupo de excelentes músicos: Herbie Hancock, Ron Carter, Billy Cobham, Airto Moreira, Jay Berliner y Hubert Laws y además, otros nueve intérpretes de estudio para tocar en los diferentes arreglos de instrumentos de viento y de harpa. Este álbum también fue el debut del guitarrista Earl Klugh, que con tan solo diecisiete años acompaña a Benson en "El Mar" tocando la guitarra acústica con cuerdas de nailon. 
Entrevistado por Jeff Tamarkin en la revista digital "Music & Musicians", Benson reconoció que la grabación de este álbum «fue muy emocionante, fue una aventura y realmente disfruté haciéndolo". En respuesta a una pregunta acerca del motivo de la elección del tema de Jefferson Airplane para este disco Benson repondió: «Nunca antes había escuchado ese tema. ¡Ni siquiera había oído hablar del grupo! Sonaba muy extraño, en contraste con lo que yo quería hacer,  pero no quería renunciar a un nuevo desafío.»  
La versión que dio nombre al álbum fue iniciativa de Sebesky, después de escuchar el álbum de 1967 de Jefferson Airplane "Surrealistic Pillow", como el mismo reconoció a Marc Myers en una entrevista en "JazzWax": «Le sugerí a Creed Taylor que hiciéramos White Rabbit con un estilo Español y estuvo de acuerdo.  George Benson no leía música, en cuanto escuchaba la canción se metía en ella. Te demostraba que la música no estaba en el papel sino en el aire.»
No obstante, como se recoge en el libreto de la edición en CD, de 1987 (EPC 450555 2), Benson no estuvo muy satisfecho con el proceso de grabación de estudio utilizado para este álbum, mediante el cual los solistas, la sección rítmica y los demás arreglos instrumentales se grabaron separadamente y luego se superpusieron por los técnicos de sonido en la grabación final.

## Recepción y Crítica
En la revisión de este disco en Jazz Musical Archives White Rabbit tiene una calificación de cuatro estrellas y se le considera «Un álbum elegante e interesante de un gran guitarrista» donde «domina el sonido de la guitarra, tanto acústica como eléctrica».
En opinión de John Kelman en All About Jazz, este álbum «fue (y sigue siendo) una anomalía en el prodigioso catálogo de Benson» y considera que White Rabbit es «una curiosa transición entre su demostrada experiencia en el mundo del jazz y la estrella del jazz-pop en la que se iba a convertir».
Con este disco George Benson recibió su primera nominación a los Premios Grammy en 1973, en la categoría de "Mejor Interpretación de Jazz de un Grupo". El ganador de ese año fue el álbum de Freddie Hubbard "First Light", otro disco de CTI producido por Creed Taylor y arreglado por Don Sebesky en el que también tocaba George Benson. Entrevistado en abril de 2011 por Anthony Brown y Ken Kimery, Benson comentó que estaba contento por su amigo Freddie Hubbard a quien le dijo después del premio: «Oye, nadie me había nominado nunca para nada. Estoy feliz por haber sido nominado por mi disco y haber participado en tu disco que ha sido el ganador del Grammy».
Allmusic calificó a White Rabbit con 4 estrellas y Richard S. Ginell comentó que «es una fórmula de éxito que sitúa al guitarrista en un ambiente musical con sabor español lleno de adornos flamencos, fanfarrias de instrumentos de viento de metal, sonido de instrumentos de madera muy temperamentales y otras cosas así".

## Contenido

### Melodías e instrumentación
La versión de "White Rabbit" mantiene su fuerza incluso sin la letra. La apertura de la trompeta como si fuera una corrida de toros, la guitarra flamenca de Jay Berliner, las voces de fondo de Airto Moreira y el ritmo de marcha estilo bolero de los tambores de Billy Cobham forman un "crescendo" que desembocan en una brillante interpretación de Benson, unido al enérgico solo de piano eléctrico de Herbie Hancock en el Fender Rhodes, también acompañado por los solos de flauta de Hubert Laws de gran virtuosismo. Este uso de las escalas flamencas no era nuevo en el jazz y Miles Davis ya introdujo la música española en su álbum de 1960 "Sketches of Spain" grabado por Columbia. Según describe Rob Hughes en octubre de 2016 en su artículo "La historia detrás de la canción: White Rabbit de Jefferson Airplane", Grace Slick escribió la canción White Rabbit en un piano vertical al que le faltaban teclas, «al final de un viaje ácido durante el cual había estado escuchando "Sketches of Spain" de Miles Davis durante 24 horas».
Los arreglos de cuerda y el arpa de Gloria Agostini dan un atractivo mágico a la interpretación de "Verano del 42". Las escalas de guitarra española de Jay Berliner aportan un equilibrio clásico a este tema que contrasta con la fluidez de las improvisaciones de la guitarra de jazz de Benson. En la batería, la precisión de Billy Cobham con los platillos y los tambores contribuyen al resultado de una hermosa versión de este estándar en el que no están de más los arreglos con instrumentos de viento.
Una dramática introducción de "Little Train" presenta el tema de Villa-Lobos combinando un estilo brasileño con el ritmo de Airto Moreira, que también inerpreta unas imaginativas percusiones y unas citas vocales sobre el tema de su compatriota. El sonido de la flauta inducen cierta tensión al tema y George Benson hace gala aquí de unas excelentes improvisaciones.
"California Dreaming" también tiene arreglos de estilo español. Un  tañido de guitarra flamenca precede a la delicada melodía interpretada por la guitarra de jazz de Benson, acompañado de nuevo por la mágica percusión de Airto Moreira y los arreglos de vientos de metal de fondo. Para este álbum, Taylor y Sebesky recuperaron un tema musical que ya en 1966 abrió y dio nombre al álbum "California Dreaming" que ambos grabaron y produjeron con el guitarrista Wes Montgomery para la discográfica Verve.
En "El Mar", el solo de la guitarra eléctrica de Benson hace la apertura del tema en el que mantiene un diálogo con Earl Klugh a la guitarra de cuerdas de nailon, alternándose arreglos con improvisaciones. El colorido de fondo lo aportan los cantos tribales de Airto que se oyen en la distancia, junto con una variedad de elementos de percusión. Herbie Hancock refuerza el tema con acordes al piano eléctrico y también hace aquí un solo, corto pero brillante.

## Diseño de Portada
La portada original del LP de White Rabbit de 1971 fue diseñada por Bob Ciano y en ella se puede ver la fotografía de una mujer de la tribu Pondo que el fotógrafo americano Pete Turner tomó en Sudáfrica en 1970.
George Benson reconoció en su autobiografía de 2014 que el hecho de que Creed Taylor no pusiera su foto en la portada fue un factor que contribuyó al éxito de este álbum.

## Lista de temas
| n.º | Título                                        | Compositor/es                    | Duración |
| --- | --------------------------------------------- | -------------------------------- | -------- |
| 1.  | "White Rabbit"                                | Grace Slick                      | 6:55     |
| 2.  | "Theme of Summer of '42"                      | Michel Legrand                   | 5:08     |
| 3.  | "Little Train" (de Bachianas Basileiras No.2) | Heitor Villa-Lobos               | 5:47     |
| 4.  | "California Dreaming"                         | John Phillips, Michelle Phillips | 7:22     |
| 5.  | "El Mar"                                      | George Benson                    | 10:49    |

Grabado el 2 (tema 1) y 3 (todos los demás temas) de Febrero, 1971.

## Créditos
- George Benson - guitarra
- Jay Berliner - guitarra española
- Earl Klugh - guitarra acústica (solo en tema 5)
- Ron Carter - contrabajo, bajo eléctrico (en temas 1 y 3)
- Herbie Hancock - piano eléctrico
- Billy Cobham - batería
- Airto Moreira - percusión, voces
- Phil Kraus - vibráfono, percusión
- Gloria Agostini - arpa

Viento-madera
- Phil Bodner - flauta travesera, flauta alto, oboe, corno inglés
- Hubert Laws - flauta travesera, flauta alto, pícolo. (solo de flauta en tema 1)
- George Marge - flauta travesera, flauta alto, clarinete, oboe, corno inglés
- Romeo Penque - corno inglés, oboe, flauta alto, clarinete, clarinete bajo
- Jane Taylor - fagot

Viento-metal
- Wayne Andre - trombón, bombardino
- Jim Buffington - trompa
- John Frosk - trompeta, fliscorno. (solo de trompeta en temas 1 y 5)
- Alan Rubin - trompeta, fliscorno

## Producción
- Creed Taylor - productor
- Didier C. Deutsch - productor (CD 1987)
- Rudy Van Gelder - ingeniero de sonido
- Frank Decker - ingeniero de sonido (CD 1987)
- Don Sebesky - arreglista
- Pete Turner - fotografía de portada
- Bob Ciano - diseño del álbum